# Musée de la scierie norvégienne

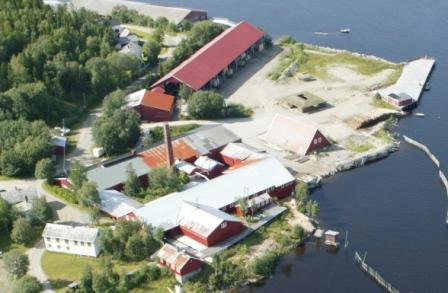
Le Musée de la Scierie Norvégienne, Spillum Dampsag & Hovleri.

Le Musée de la scierie norvégienne est situé à Spillum au sud de Namsos, en Norvège. Le musée s'est ouvert en 1991 sur la fondation de l’ancien scierie Spillum Dampsag & Høvleri, qui était fermé depuis les années 1980. Le musée de la scierie est aujourd’hui affilié au musée regional, Museet Midt (en français, « Le Musée Centre »). Le musée gère le site technico-industriel de Spillum Dampsag & Høvleri ainsi que le bateau protégé « MB Hauka » et une collection d’objets de l’histoire nationale des scieries. Cette dernière présente des équipements de machines de la plupart des régions en Norvège.

## Spillum Dampsag & Høvleri
Le scierie est fondé en 1884 par Peter Torkilsen.

## Références

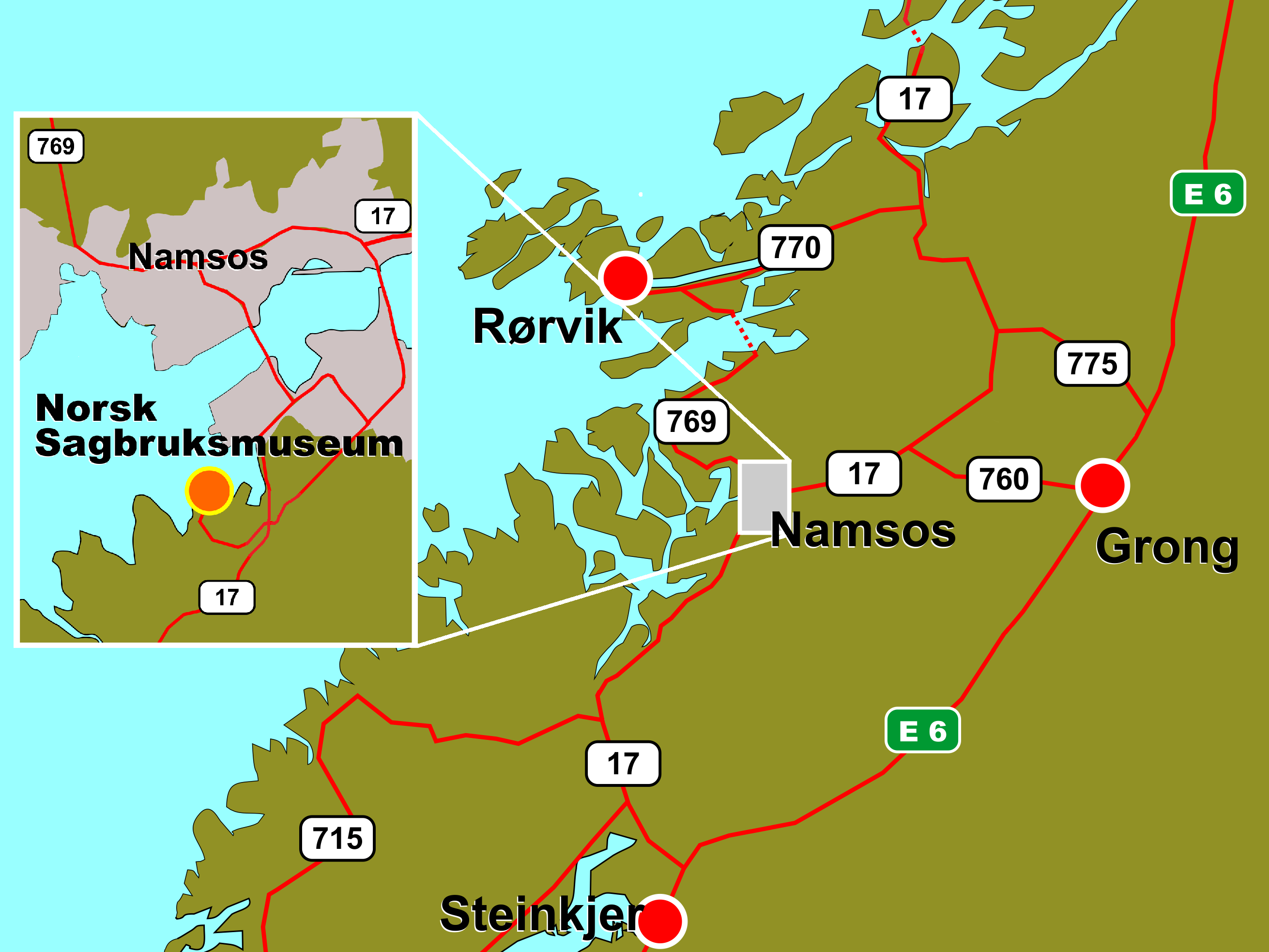
Le Musée de la Scierie Norvégienne est situé à Spillum au sud de Namsos.